# Tavon Austin

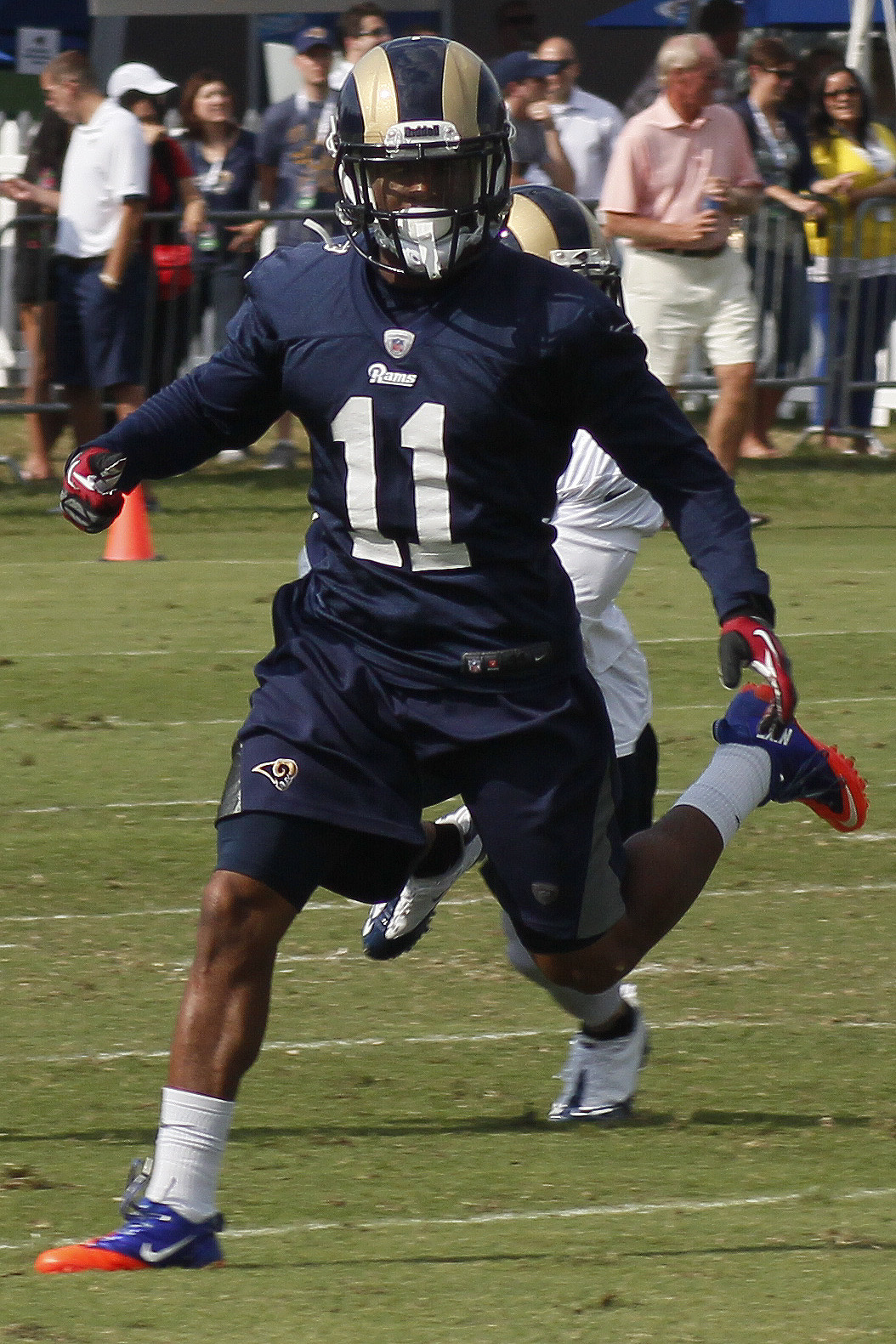
Tavon Austin (2013).

Tavon Wesley Austin, född 15 mars 1990 i Baltimore i Maryland, är en amerikansk utövare av amerikansk fotboll (wide receiver), som sedan 2013 spelar i NFL. 2013 blev han draftad av St. Louis Rams som sedan 2016 heter Los Angeles Rams. Austin spelade collegefotboll för West Virginia University och han draftades 2013 av St. Louis Rams i första omgången.